# Філіпп Мунтвілер
Філіпп Мунтвілер (нім. Philipp Muntwiler, нар. 25 лютого 1987) — швейцарський футболіст, півзахисник клубу «Вадуц».
Виступав, зокрема, за клуб «Санкт-Галлен».

## Ігрова кар'єра
У дорослому футболі дебютував 2005 року виступами за команду клубу «Санкт-Галлен», в якій провів сім сезонів, взявши участь у 154 матчах чемпіонату.  Більшість часу, проведеного у складі «Санкт-Галлена», був основним гравцем команди.
Згодом з 2012 по 2014 рік грав у складі команд клубів «Люцерн», «Вадуц» та  знову «Люцерн».
До складу клубу «Вадуц» приєднався 2014 року. Відтоді встиг відіграти за клуб з Вадуца 6 матчів в національному чемпіонаті.

## Титули і досягнення
- Володар Кубка Ліхтенштейну (6):

«Вадуц»: 2013-14, 2014-15, 2015-16, 2016-17, 2017-18, 2018-19